# Городиславичі
Городисла́вичі — село в Україні, у Львівському районі Львівської області. Орган місцевого самоврядування — Давидівська сільська рада. Село засноване у 1441 році.

## Історія
Уперше згадується у старостинському документі Івана Сремського про продаж Глібом Дядковичем з Романова лісу й романівської дубрави, що тягнеться до села Городиславичі пану Григорію 23 червня 1413 р.
У податковому реєстрі 1515 року в селі документується 3 лани (близько 75 га) оброблюваної землі, село у володінні Одновського.
Дідичами Городиславич, яке за часів польського панування адміністративно належало до складу Львівської землі Руського воєводства, з кінця XIV ст. були руські шляхтичі Романовські — нащадки першого відомого його власника Івана-Гліба Дядьковича з Романова гербу Шалава. (лат. Iohanne dicto Hlib Dyathkowitcz de Romanow) по лінії його сина Миколая Романовського. Також Каспер Несецький вважав Івана-Гліба Дядьковича представником роду Свірзьких гербу Шалава.
Романовські володіли селом  до 1488 року. Після шлюбу Беати Романовської з Пйотром Одновським, Городиславичі (разом з Романовом та Підгородищем) перейшло у власність Гербуртів.
1555 року село перейшло від Миколая Гербурта з Однова і Фельштина — сина Беати Романівської, за заповітом до сестрениці Анни зі Стоянців Чурило, яка близько 1547 року вийшла за любомльського старосту, охмістра королеви Варвари Радзивілл Станіслава Мацейовського. Надалі Городиславичами володіли Сенявські: в другій половині XVI ст. — руський воєвода Ієронім, в середині XVII ст. — його правнук, львівський староста Адам-Ієронім. Городиславичі належали до маєтності, куди входили також Підгородище, Романів, Селиська, Підсоснів, Пліхів та Германів.
В 1670 р. був укладений інвентар, в якому перелічені жителі села. Серед них кметі на чвертях: Гриць Ямний, Кавтан, Захарчині (?), Кот, Прокоп, Боднар, Скаліш, Жила, Прейма, Хацко, Савицький, Нога, Гричик, Кавча, Дмитерко, Волошин, Ганс, Дацько, Федунець, Харко, Лучик, Кальний, Туз, Воляник, Василь і Хведь Бундзики, Гриць Мельників, Павел, Паскуш; підсадки: Конюх, Андрейко, Драб, Госіор, Ласко, Міхно Шавчик, Івасько, Данько, Зиґмунт, Іван Чорний, Клачек, Чихало, Василь, Стецько Зельник; ткачі-підсадки: Цимбалістий, Іван Сліпий, Гудзко; ткачі-комірники: Щирба, Павел, Савицький; комірники з халупами: швець Яцко, Хващевський, Бочатиха, Владика, Костецький, Іван Волошин, Навілавський; комірники без халуп: Федько Качмар, Хиць (?) Федорців, Федько Дидів, Пасічник, Войтек, Іван Червоний, швець Кузьма, Савка, Яцко Преймин, Петрик, Демко. Окремо згадані священник і мельник (імена не вказані), Іван Ватаман та Маліновський.

## Населення
За даними всеукраїнського перепису населення 2001 року, у селі мешкало 438 осіб. Мовний склад села був таким:
| Мова       | Число ос. | Відсоток |
| ---------- | --------- | -------- |
| українська | 437       | 99,77    |
| російська  | 1         | 0,23     |

## Церква
- Храм св. Дмитрія Солунського збудований у 1829 р. (1827)р.  Внесений до реєстру пам'яток архітектури місцевого значення за охоронним номером 1941-М.  Належить до Пустомитівського деканату, Львівської єпархії УАПЦ.